# La danza del vientre
La danza del vientre är debutalbumet från den spanska musikgruppen Banghra. Albumet gavs ut 29 juni 2007. Det innehåller 15 låtar. Det låg fyra raka veckor på tredje plats på den spanska albumlistan och låg totalt 36 veckor på listan. Det sålde fler än 110 000 exemplar. Två av låtarna från albumet släpptes som singlar.

## Låtlista
1. My Own Way – 3:07
2. Living Without – 3:19
3. The Night Sound – 3:05
4. Promised Land – 3:38
5. Love Forever – 2:56
6. Night Shadows – 3:37
7. Shake to the Beat – 3:32
8. Perfect Nations – 3:36
9. Send Me a Sign – 3:02
10. Never Gonna Go Away – 4:00
11. Magic Place – 3:29
12. Urgente – 3:18
13. Ethnic Voices – 5:35
14. Kundalini Energy – 4:03
15. Intro Banghra – 1:31

## Listplaceringar
| Lista (2007-2008) | Topplacering |
| ----------------- | ------------ |
| Spanien           | 3            |

## Singlar
- 2007 "My Own Way"
- 2008 "Promised Land"